# 科托沃
50°19′N 44°48′E / 50.317°N 44.800°E
科托沃（俄语：Ко́тово）是俄羅斯伏爾加格勒州北部科托沃区的一個城市。位於州首府伏爾加格勒以北229公里處。2002年人口26,763人。
科托沃於1966年設市。